# Tuburan
Tuburan é um município de  segunda classe de renda municipal (d) na província Cebu, nas Filipinas. De acordo com o censo de 1 de maio  de  2020 possui uma população de 68 167 pessoas e 17 312 domicílios.